# Казе Нуове (Кунео)
Казе Нуове је насеље у Италији у округу Кунео, региону Пијемонт.
Према процени из 2011. у насељу је живело 26 становника. Насеље се налази на надморској висини од 286 м.